# Los Dogos
Los Dogos es una Institución Social, Cultural y Deportiva que, desde 1997, brega por la diversidad, la igualdad, la libertad y los derechos humanos, desde la práctica del deporte y acciones sociales que auspicien la inclusión y el desarrollo de las identidades, contra todo tipo de discriminación.
Desde los equipos de fútbol que ha promovido la institución, consolidados en el nombre “Los Dogos” (que incluye fútbol competitivo de 11, fútbol recreativo de 11, fútsal competitivo y papi-fútbol recreativo) promueve la integración y un espacio de pertenencia. Al ser un equipo gay (que también integra a hombres heterosexuales y bisexuales) promueve el compañerismo y el respeto por las diferencias, como así también la participación de distintas personas para que puedan compartir sus experiencias y puedan lograr sus propios equipos de competencia y recreación en fútbol y otras disciplinas deportivas.
A través de las propuestas de la Asociación, sumadas a charlas y talleres educativos sobre sexualidad, género, homofobia, salud, sexo seguro, integración y discriminación se brega por la igualdad y la solidaridad.
“Los Dogos”, tal como la gente los bautizó hace referencia a la raza canina argentina, así como existen “Los Pumas” en rugby, “Las Leonas” en Hockey sobre césped y “Los Murciélagos” –equipo de ciegos- en fútbol.
La institución ha intentado fortalecer un camino en el deporte amateur para acercar a quienes han sido históricamente discriminados por su orientación sexual.
Desde su creación, ha participado en Amsterdan (Holanda) 1998, Fort Lauderdale (EE.UU.) 1999, en Colonia (Alemania) 2000, en Melo (Uruguay) 2008, en Washington (EE.UU.) 2009, en Colonia (Alemania) 2010 y en México DF (México) 2011, integrándose entre grandes equipos gais del fútbol amateur mundial y otros deportes, como así también en diversas competencias de orden local (en la ciudad Autónomas de Buenos Aires y Gran Buenos Aires) y nacional, representando al pueblo argentino con simpleza y orgullo, y marcado un camino para que nuevos equipos latinoamericanos acompañen en lo sucesivo, como ya lo han logrado "Uruguay Celeste Deporte y Diversidad (UCDD)” de Uruguay, “Los Cóndores” de Chile, “El Trigay” de México.
En reconocimiento a su historia, la IGLFA designó a la Ciudad Autónoma de Buenos Aires, sede el Campeonato Mundial Gay de Fútbol que dicha Institución Internacional organizó, entre el 23 y el 29 de septiembre de 2007, donde Los Dogos obtuvo el título de Campeón del Mundo.

## Historia
En mayo de 1997, en donde funcionaba la sede de Gays por los Derechos Civiles y la Biblioteca Lésbico Gay, sobre la calle Paraná al 100 (Ciudad de buenos Aires), había una fiesta más, como tanta otras a las que mucha gente de la comunidad GLTTB asistía. Fue en ella que el cordobés Claudio Cesar Pardo junto a Diego Tedeschi y Gustavo Pecoraro, decidieron probar con una convocatoria para jugar al fútbol entre gais.
Publicaron un aviso en la revista NX Periodismo Gay para todos, del Grupo NEXO, en la sección de “MeNXajes” de la Agenda que tenía la revista. El primer aviso, que salió en junio, decía: Sumate a la cruzada del fútbol gay. Nosotros también armamos nuestro equipo. Participá.
La primera reunión fue para coordinar un horario y un lugar para empezar con los partidos, concurriendo alrededor de doce personas. Dos meses después la cantidad se había duplicado.
Jugában en Jai Alai, los jueves por la noche, sobre la calle Donato Álvarez al 700, en el barrio de Caballito. La simple idea de ver qué pasaba entre gais jugando al fútbol había surtido efecto y la cantidad de llamados se incrementó de manera notoria. La revista NX dio la posibilidad de sus teléfonos y un aviso a color con un mejor diseño, cada mes que salía al mercado. Así continuaron durante varios meses y se sumaron personas heterosexuales, que también querían participar y jugar buen fútbol. El sueño se había hecho realidad, a tal punto que cada noche, al finalizar el juego, se juntaban en el bar del lugar para cenar. Comenzaba una amistad. Sólo eso y estaba bárbaro.
Por esos días visitó Argentina el catalán Joan Miro, integrante del equipo gay de fútbol de Barcelona "Les Panteres Grogues", quien jugaba (ante la imposibilidad de armar un equipo español) en el Manndecker Franckfurt de Alemania, en los campeonatos de una organización -hasta ese momento desconocida en Argentina-: IGLFA (International Gay and Lesbian Football Association). Contó su experiencia en este tipo de campeonatos, la importancia de jugar los EuroGayGames y de su ilusión de participar en los Gay Games de Ámsterdam ‘98. También se ofreció para contactar con dos de sus amigos alemanes que jugaban también en el Manndecker: Ralph Smicht y Mattias Lottz, que resultaron ser miembros de la Junta Directiva de la IGLFA y estaban cercanos a viajar a Buenos Aires. Ellos se ofrecieron para ayudar y quedaron en encontrarse cuando visitaran (fútbol de por medio) la ciudad de buenos Aires. La historia comenzó a rodar.

## Primeras participaciones internacionales
El verano de 1998 los encontró mejor organizados, cambiando de lugar para jugar (Campus, en Av. Independencia y Maza, barrio de Almagro); pasaron de fútbol 5 a fútbol 9 y con una concurrencia de alrededor de treinta personas. La utopía de viajar a Holanda estaba en sus corazones, así que fijaron fechas de entrenamiento y se pusieron a buscar DT. Además, tenían que ver cómo se hallaban jugando en cancha de 11.
Fue otra publicación en NX que acercó a una persona, quien tenía una vasta experiencia en entrenamiento de baby-fútbol y era docente en una escuela. Se contactó, propuso ser el DT, planificaron el primer entrenamiento en los bosques de Palermo -un sábado de lluvia por la tarde- al que sólo fueron ocho jugadores. Con alta experiencia, sobre todo en amateurs y novatos, el DT planificó un modo de trabajo que dejó en el camino a muchos. Originalmente también se propuso armar un equipo “recreativo” para los Gay Games, pero todos se participaron de tal manera que la competencia por ocupar un lugar entre los 20 elegidos fue prioritaria para cada uno de los que quería viajar.
En ese entonces, empezaron a reunirse periódicamente en diferentes casas para cenar, charlar, divertirse y planificar su intervención en los Gay Games, pero sabían que sería difícil y costoso. No bajaros los brazos. Fue un pilar esencial Pecoraro, con su empuje, su calidad personal, su tacto y su profesionalismo en relaciones públicas, que empezó a mandar e-mails, a contactar con gente en el exterior. De los contactos que logró fueron Michael Moore (de EE. UU.) y Tigran Spaan (de Holanda) dos referentes esenciales para lo que querían concretar, y finalmente lograrían: pasajes, estadía, becas y viáticos.
La prensa se interesó de inmediato: “¿Putos jugando al fútbol?”. “Sí” dijeron. Hicieron una conferencia de prensa el miércoles 20 de mayo de 1998 en Contramano. Hubo respeto por parte de todos; durante toda la preparación los entrevistaron y/o informaron medios como Clarín, Crónica, La Nación, Buenos Aires Herald, Diario Popular, Noticias, La Capital de Rosario, Olé (el primer medio en dar trascendencia), El Líbero, Viva, Susana Giménez, Univisión, CNN en Español, Club Social y Deportivo, Atorrantes, PyE. Se hicieron notas de producción especial y hablaron de Los Dogos en sus programas Mirtha Legrand, Moria Casán, Mario Pergolini y Marcelo Tinelli. Se hicieron gacetillas para los medios y una gacetilla interna para informar cada semana de los pasos que se daban, dando a conocer sobre las actividades que tenían. Armaron secretarías internas de Relaciones Institucionales, de Organización, de Finanzas, de Eventos, de Deportes, de Prensa y Secretaría General en la que todos participaron, para lograr mayor homogeneidad y que todos pudieran sentirse artífices del destino que les tocaría en suerte.
Los martes entrenaban solamente los que viajarían a Holanda y los jueves eran días recreativos, jugando fútbol libre, todos. Y los fines de semana llegaron los tres primeros amistosos. Así se planificaron amistosos en cada fin de semana, con triunfos, derrotas y empates, un viaje a Rosario para promocionar los Juegos Deportivos LGTB del año siguiente y definieron una concentración en una quinta, en La Reja (Moreno), provincia de Buenos Aires, durante un fin de semana. Táctica, fútbol, truco, juegos didácticos, comidas y mucha diversión engrandecieron al grupo.
La rueda empezó a girar y no pararon hasta llegar al aeropuerto de Schipol, Ámsterdam, en agosto de 1998. Pero no se quedaron solo como futbolistas, porque habíamos construido una convocatoria a otros deportes y el tenis fue el semillero más sólido de la institución.
A Holanda viajaron 19 futbolistas, 6 tenistas y 3 integrantes del cuerpo técnico. También acompañaron dos referentes del activismo Gay Lésbico Travesti Transexual Bisexual, para participar en eventos culturales y políticos: Marcelo Ferreyra (de la CHA) y María Rachid (de Amenaza Lésbica y de Musas de Papel).
Fue una experiencia única que permitió compartir, engrandecer, hacer amistades, construir afectos y amores, pero que por sobre todas las cosas los hizo sentirnos orgullosos de llevar el estandarte Gay del fútbol y del tenis argentino para todo el mundo.
Los Gay Games se realizan cada cuatro años y en esta oportunidad fue Holanda el país anfitrión de los juegos que se realizaron en el estadio Ajax de Ámsterdam. Esta la primera participación en un evento a nivel mundial, logrando obtener un merecido 5º puesto compartido con el equipo Berlín de Condrens
Tras la experiencia de Amsterdan, en 1998, fue Fourt Lauderdale (EE.UU., un año después), con su Mundial de Fútbol, donde lograrían un alto desempeño que permitió obtener la primera Medalla de Bronce: tercer puesto. Dos años después, viajarían a Alemania para participar en el Mundial de Fútbol de Colonia, donde sin decepcionar, el equipo alcanzó un 8º puesto.

## Participaciones locales pre mundial Argentino
En el orden local, ya en el año 2001, empezaron a competir en los Torneos Cantilo. En el año 2002, se obtuvo el "Apertura", Nacional B, con los dos goleadores del campeonato y el mejor jugador del torneo. Aquí el equipo empezó a ser calificado con el apodo de "Los Dogos".  En el último desempeño, en el Nacional A, "Los Dogos" obtuvieron el 5º puesto, en el año 2006.
Desde abril de 2007 siguieron compitiendo en el Nacional A de los Torneos de Cantilo y convocando jugadores para integrar los dos equipos que presentarían en el Mundial Gay de Fútbol que se disputaría en Buenos Aires, en el mes de septiembre.

## Mundial en Buenos Aires. Los Dogos campeones
La preparación dio sus frutos, gracias al compañerismo que se supo lograr se consagraron CAMPEONES MUNDIALES 2007. Un hecho histórico que jamás se podrá borrar de Los Dogos, y de las mentes y corazones de sus integrantes, porque lo han vivido y luchado con la esperanza como fuego guía y con la pasión como mejor vehículo de crecimiento.

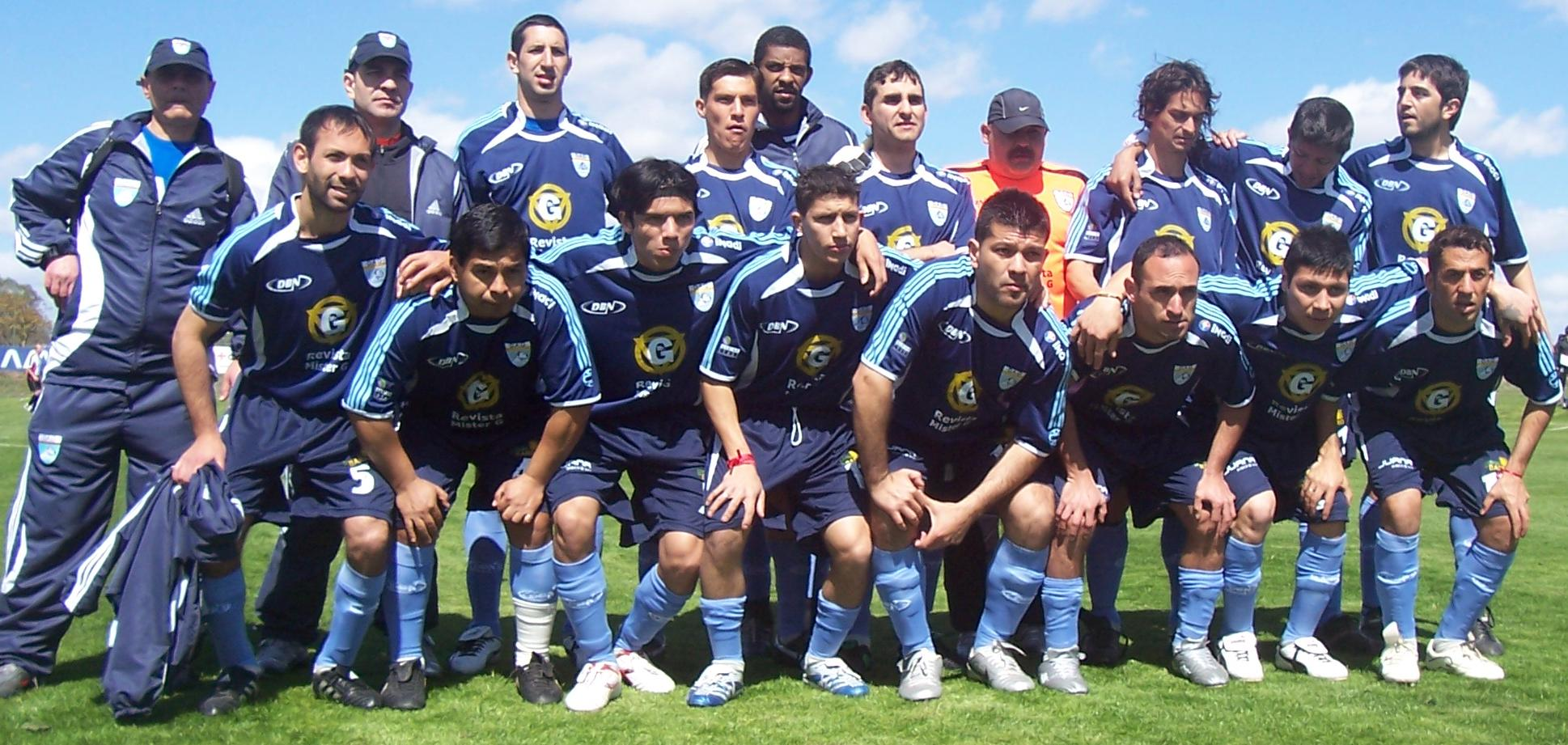
Dogos-mundial-futbol-buenos-aires

Han sido campeones, luego de muchos meses de preparación, de adversidades por la falta de apoyo económico y de patrocinadores que nos hicieron más accesibles las cosas. Pero pudieron porque, sí, hubo empresas que creyeron en ellos; hubo gente que tomó la decisión de apoyar a Los Dogos.
Fueron campeones porque cada uno se cargó las pilas para demostrar que podían, que no era en vano lo que habían pedido y se les había negado tantas veces. Pudieron conseguir canchas para practicar, pudieron conseguir dos predios para concentrar durante casi semanas, pudieron conseguir las cuatro comidas necesarias para estar a punto (en los primeros diez días de concentración fue decisivo estar bien alimentados y ello fue gracias a la Secretaría de Deportes de la Nación que les brindó el espacio del SENADE, en Ezeiza).
El aporte de la revista Mister G, del INADI; de Alsina Buenos Aires, de AG Radio, les permitieron hacer los dos juegos (uno azul y uno blanco) de camisetas, pantalones y medias para ambos equipos, conjuntos deportivos y remeras diarias, gorras, mates, banderines, calcomanías y fotos (que cedió Photo Zemba) para la venta; de la Secretaría de Deportes de la Nación (que brindó el predio del SENADE en Ezeiza para concentrar la semana previa al mundial con desayuno, almuerzo, merienda y cena; y preparó viandas para el tramo del mundial); de la Subsecretaría de Deportes de la Ciudad Autónoma de Buenos Aires (que otorgó las canchas de Parque Chacabuco y del Parque Sarmiento para los entrenamientos y el Circuito KDT para concentrar durante la semana del mundial); el apoyo de las discotecas Juana (en La Plata) y Pinar de Rocha/G Point (en Ramos Mejía) fue muy importante.
Los Dogos fueron los mejores porque gustaron, porque siempre estuvieron dispuestos para la prensa, porque le dieron con ello notoriedad al mundial, porque se divirtieron mucho y se enojaron también. Porque se concentraron en la búsqueda del triunfo y el triunfo llegó. Porque cada uno de los que integraron la delegación argentina de Los Dogos quisieron estar a pleno y sin ningún tipo de condicionamientos. Poniendo lo mejor de cada uno para estar.
Celebraron la coherencia del grupo, que evitó caer en la fricción de competir por ganarse un puesto o de jugar en uno u otro equipo. Los Dogos fueron un equipo de dos vertientes que confluyeron en un océano de amistad. Eso ya es motivo para celebrar. Y claro, también están los resultados conseguidos: la victoria del título obtenido (por los Dogos SN, invictos) y la victoria de haber terminado quintos (Dogos RN, invictos –eliminados por penales-).
Debemos destacar que la visibilidad de cada jugador fue un proceso de crecimiento constante, como había pasado a quienes ya habían “salido del placard” a partir de las experiencias deportivas en Holanda, EE.UU. y Alemania.

## Desde 2008 hasta la actualidad
Aunque con los años el fútbol, que se devora todo, también se devoró a otros deportes, siempre estuvieron atentos a recuperarlos para seguir avanzando, sin descuidar el camino conseguido a través del fútbol.
Un intenso trabajo devolvió a la competencia. La participación en el Torneo de Cantilo durante 2008, año en el que estuvieron muy ilusionados con defender el título mundial en Londres, que por razones económicas no se pudo concretar. Pero no claudicaron. Se renovaron. Fue tiempo de revancha. Primero con el Torneo Sudamericano, disputado en Uruguay en 2008, donde fuieron Subcampeones. Y luego, participando en el Mundial Gay de Fútbol 2009, de EE.UU., donde volvieron a solidificarse como grupo, un camino hermoso que habían intensificado con el viaje a Uruguay.
Encararon una nueva etapa: el Sudamericano Gay de Fútbol en la ciudad de Melo, Uruguay. Los Dogos otra vez finalistas. El año 2009 los encontró más fortalecidos. En junio participaron en el Mundial de Washington. Deportivamente les fue mal, salieron quintos. Pero deben destacar la unidad del grupo, la fortaleza, el orgullo de sentirse Dogos y la valentía de enfrentar cada compromiso y cada adversidad; una experiencia que se ha grabado también a fuego en cada uno.
Solidificados, intentando recuperar otros deportes, se vincularon con los grupos deportivos ADAPLI, Hollywood Hockey, GAPEF, espacios deportivos que enseñan que es posible expandirse, fortalecerse y edificar una construcción de hermandad.
Y así llegaron a un nuevo camino: los Gay Games Colonia 2010 y el Mundial Gay de Fútbol México 2012. Los Dogos lograron conseguir las Medalla de Bronce en Fútbol Recreativo -Colonia, 2010-, y en Fútbol Competitivo -México, 2012-.
En el mes de julio de 2013 participaron en la Ciudad de Montevideo, Uruguay, de un encuentro sudamericano con la selección de ese país disputando la Copa Orígenes, ganándola y una vez más trayendo el trofeo.
En mayo del 2014 participaron del Campeonato Sudamericano disputado en Santiago de Chile obteniendo el primer puesto en Fútbol 11 Copa Cristo Redentor y el segundo puesto en Fútbol 5 en dos categorías.
En el mes de noviembre de 2014 se consagraron campeones de la Copa de las Americas, torneo de Fútbol 5 disputado en la ciudad de Buenos Aires. Y en el mes de diciembre obtuvieron el 3.er puesto en el Torneo El Trébol (campeonato local)
Del 2 al 5 de abril de 2015 participaron en la 5.ª edición de la Copa Cristo Redentor en la ciudad de Santiago de Chile, disputando la Final en el Estadio Nacional frente a México, consagrándose Bicampeones en Futbol 11 y obteniendo el Tercer Puesto en futbol 5 en dos categorías.
El 5 de septiembre de 2015 se consagraron campeones de la Copa Vigía del Este, en Maldonado, Uruguay, venciendo a Uruguay Celeste Diversidad y Deportes x 4 a 2.-
Entre los días 10 y 12 de octubre de 2015 participaron en el Torneo Nacional por la Inclusión desputado en la ciudad de Rosario donde obtuvieron el 3er. puesto en la categoría Fútbol 5.-
El 19 de junio de 2016 disputaron la 6ta edición de la Copa Redentor en Santiago de Chile consagrándose campeones por tercera vez consecutiva haciéndose acreedores de la Copa de Oro por ser Tricampeones del certamen. El día 20 de noviembre del mismo año, se consagraron Campeones de la Copa 10mo aniversario Uruguay Celeste disputada en la ciudad de Montevideo.
Del 27 al 31 de mayo de 2017 participaron de los World Out Games en Miami, EE. UU., obteniendo el tercer puesto.-